# Bostra (vlinders)
Bostra is een geslacht van vlinders uit de familie snuitmotten (Pyralidae).
De soorten komen voor in tropisch Afrika.

## Soorten
Deze lijst van 111 stuks is mogelijk niet compleet.
- B. albilineata (Warren, 1891)
- B. albistictalis (Joannis, 1930)
- B. ambinanitalis (Viette, 1960)
- B. amphidissa (Meyrick, 1933)
- B. angulifascia (Moore, 1888)
- B. anhydropa (Meyrick, 1933)
- B. arida (Butler, 1881)
- B. asbenicola (Rothschild, 1921)
- B. astigma (Hampson, 1893)
- B. atomalis (Amsel, 1949)
- B. austautalis (Oberthür, 1881)
- B. balux (Swinhoe, 1884)
- B. bifascialis (Amsel, 1950)
- B. bradleyalis (Viette, 1960)
- B. buddhalis (Caradja, 1927)
- B. callispilalis (Le Cerf, 1922)
- B. carnealis (Hampson, 1896)
- B. carnicolor (Warren, 1914)
- B. castanoptera (Moore, 1885)
- B. catochrysalis (Ragonot, 1891)
- B. cervinalis (Rebel, 1902)
- B. claveriei (Rougeot, 1977)
- B. coenochroa (Hampson, 1917)
- B. comealis (Amsel, 1951)
- B. conflualis (Hampson, 1906)
- B. conspicualis (Warren, 1911)
- B. chlorostoma (Meyrick, 1934)
- B. denticulata (Swinhoe, 1890)
- B. dentilinealis (Hampson, 1917)
- B. diffusalis (Walker, 1863)
- B. dipectinialis (Hampson, 1906)
- B. farsalis (Amsel, 1950)
- B. fascialis (Warren, 1895)
- B. ferrealis (Hampson, 1906)
- B. ferrifusalis (Hampson, 1899)
- B. flammalis (Hampson, 1906)
- B. flavicostalis (Warren, 1914)
- B. flavilinealis (Hampson, 1906)
- B. fracticornalis (Snellen, 1895)
- B. fumosa (de Joannis, 1927)
- B. fuscella (Amsel, 1959)
- B. fuscipennis (Hampson, 1910)
- B. fuscolimbalis (Ragonot, 1888)
- B. glaucalis (Hampson, 1906)
- B. gnidusalis (Walker, 1859)
- B. homsalis (Amsel, 1952)
- B. igneusta (Swinhoe, 1895)
- B. ignirubralis (Hampson, 1917)
- B. illusella (Walker, 1863)
- B. imperatrix (Warren, 1896)
- B. indicator (Walker, 1863)
- B. kirmanialis (Amsel, 1961)
- B. kneuckeri (Rebel, 1909)
- B. laristanalis (Amsel, 1961)
- B. lateritialis (Guenée, 1854)
- B. legalis (Meyrick, 1933)

- B. leucostigmalis (Hampson, 1906)
- B. lignealis (Hampson, 1917)
- B. linogramma (Meyrick, 1933)
- B. loxotona (Meyrick, 1933)
- B. luteocostalis (Amsel, 1950)
- B. maculilinea (Hampson, 1917)
- B. marginalis (Rothschild, 1921)
- B. mesoleucalis (Hampson, 1912)
- B. metaxanthialis (Hampson, 1906)
- B. minimalis (Amsel, 1949)
- B. mirifica (Inoue, 1985)
- B. nanalis (Wileman, 1911)
- B. nephelorthra (Meyrick, 1933)
- B. noctuina (Butler, 1875)
- B. obsoletalis (Mann, 1884)
- B. ochrigrammalis (Hampson, 1906)
- B. ochrigraphalis (Hampson, 1906)
- B. orthocopa (Meyrick, 1937)
- B. pallidicolor (Hampson, 1917)
- B. pallidicosta (Hampson, 1893)
- B. pallidifrons (Hampson, 1917)
- B. perrubida (Hampson, 1910)
- B. phoenicocraspis (Hampson, 1917)
- B. phoenicoxantha (Hampson, 1917)
- B. pseudospaniella (Amsel, 1951)
- B. puncticostalis (Hampson, 1898)
- B. purpurealis (Hampson, 1917)
- B. pygmaea (Hampson, 1906)
- B. pyrochroa (Hampson, 1916)
- B. pyrochroalis (Hampson, 1916)
- B. pyroxantha (Hampson, 1906)
- B. ragonotalis (Viette, 1960)
- B. rhodophaea (Ghesquière, 1942)
- B. rigidalis (Snellen, 1900)
- B. rufimarginalis (Hampson, 1906)
- B. ruptilinealis (Warren, 1895)
- B. rusinalis (Hampson, 1917)
- B. salmo (Hampson, 1891)
- B. sarcosia (Hampson, 1912)
- B. scotalis (Hampson, 1906)
- B. semnodoxa (Meyrick, 1934)
- B. sentalis (Hampson, 1906)
- B. shirazalis (Amsel, 1961)
- B. sogalis (Viette, 1960)
- B. spaniella (Amsel, 1935)
- B. subviridescens (Warren, 1895)
- B. suffusalis (Hampson, 1906)
- B. tenebralis (Hampson, 1906)
- B. thermialis (Hampson, 1910)
- B. tripartita (Warren, 1897)
- B. tristis (Butler, 1881)
- B. tyriocausta (Meyrick, 1933)
- B. vetustalis (Zeller, 1852)
- B. whalleyalis (Viette, 1960)
- B. xanthorhodalis (Hampson, 1906)